# Sirtaki

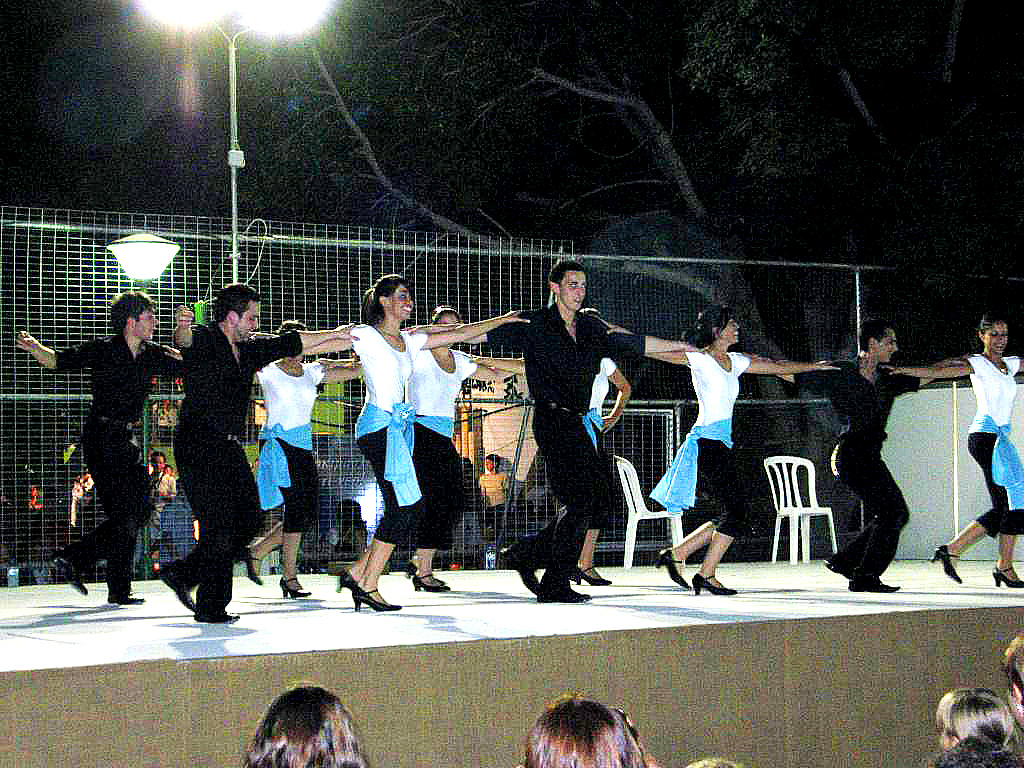
Sirtaki au festival du vin de Limassol en 2006.

Le sirtaki (sirtáki ou syrtáki, en grec συρτάκι) est une danse populaire originaire de Grèce rendue célèbre par le film Zorba le Grec pour lequel elle a été créée. Elle fut chorégraphiée par Giórgos Proviás (en).

## Origine
Le sirtaki n'est pas une danse authentiquement traditionnelle : il fut créé en 1964 par Jean Vassilis (alias Jacques Suissa) qui en élabora la chorégraphie complète,,. Les mouvements du Sirtaki sont exécutés sur trois rythmes distincts : Hassapiko lent, Hassapiko rapide et Rhassapo-serviko. La danse Hasápikos (el) (en grec moderne : χασάπικος, qui veut dire « la danse du boucher ») est une danse traditionnelle des Grecs de Constantinople.
Eddie Barclay et Jean Vassilis baptisèrent la danse « sirtaki » lors de la folle nuit du sirtaki au festival du cinéma à Cannes en 1965. Le sirtaki a atteint son apogée avec la musique d'accompagnement de Míkis Theodorákis, dans le célèbre film de Michael Cacoyannis Zorba le Grec,.
Les pas esquissés dans la scène finale du film furent supervisés par le chorégraphe Giórgos Proviás. D'après l'attachée de presse Yanou Collart, le scénario prévoyait bien une danse traditionnelle, mais il en fut autrement en raison de la blessure de l'acteur Anthony Quinn, qui ne pouvait en exécuter correctement les pas. À la sortie du film, Jean Vassilis rebaptisé « Monsieur Sirtaki », promut  le film Zorba Le Grec dans toute la France, inculqua cette danse éblouissante de folklore sur des modulations inédites aux plus grandes célébrités de l'époque et rendit le sirtaki célèbre dans le monde entier.

## Étymologie
Le mot sirtáki est un diminutif du grec syrtós, désignant un groupe traditionnel de danses grecques avec un style particulier opposé au Pidikhtós (en), qui favorise le style sauté ou avec des rebonds. Malgré cela, le sirtaki incorpore aussi bien le syrtós (lent) que le pidikhtós (rapide).

## Chorégraphie
Une caractéristique notable de cette musique est son tempo qui s'accélère progressivement, le rythme passant de 4/4 à 2/4. Les pas, lents et près du sol au début, deviennent plus légers et plus sautés.
Le sirtaki se danse en cercle ouvert ou en ligne, les mains sur les épaules des voisins. La formation en ligne est plus traditionnelle.

## Source
- (en) Cet article est partiellement ou en totalité issu de l’article de Wikipédia en anglais intitulé « Sirtaki » (voir la liste des auteurs).